# Augusto Jorge I de Baden-Baden
Augusto Jorge I de Baden-Baden (Rastatt, 14 de enero de 1706-ib., 21 de octubre de 1771) fue el último margrave de Baden-Baden desde 1761 hasta su muerte.

## Biografía
Augusto Jorge I era hijo del Margrave Luis Guillermo I de Baden-Baden (conocido como Luis el Turco) y de la Princesa Francisca Sibila Augusta de Sajonia-Lauenburg. Al morir su padre, heredó su hermano mayor, Luis Jorge el trono de Baden-Baden. 
Dada su posición de segundón, su madre había querido que se hiciera sacerdote y entró al seminario a la edad de 20 años. En 1726 se convirtió en Archipreste de Colonia y en 1728 fue nombrado Decano de la catedral de Augsburgo. 
Dado que su hermano murió sin que le sobrevivieran hijos varones y temiendo la extinción de la dinastía, pidió el beneplácito papal para heredar el trono de Baden-Baden y casarse. Dejó el hábito y se casó el 7 de diciembre de 1735 con la princesa María Victoria de Arenberg, tomando como sede oficial el palacio de Rastatt.
No tuvieron hijos. Con él se extinguió la línea de los margraves de Baden-Baden que existía desde 1535, y sus dominios pasaron a formar parte de la línea paralela de los margraves de Baden-Durlach, en la persona de su primo Carlos Federico, quien llegará a ser Gran Duque de todo Baden.

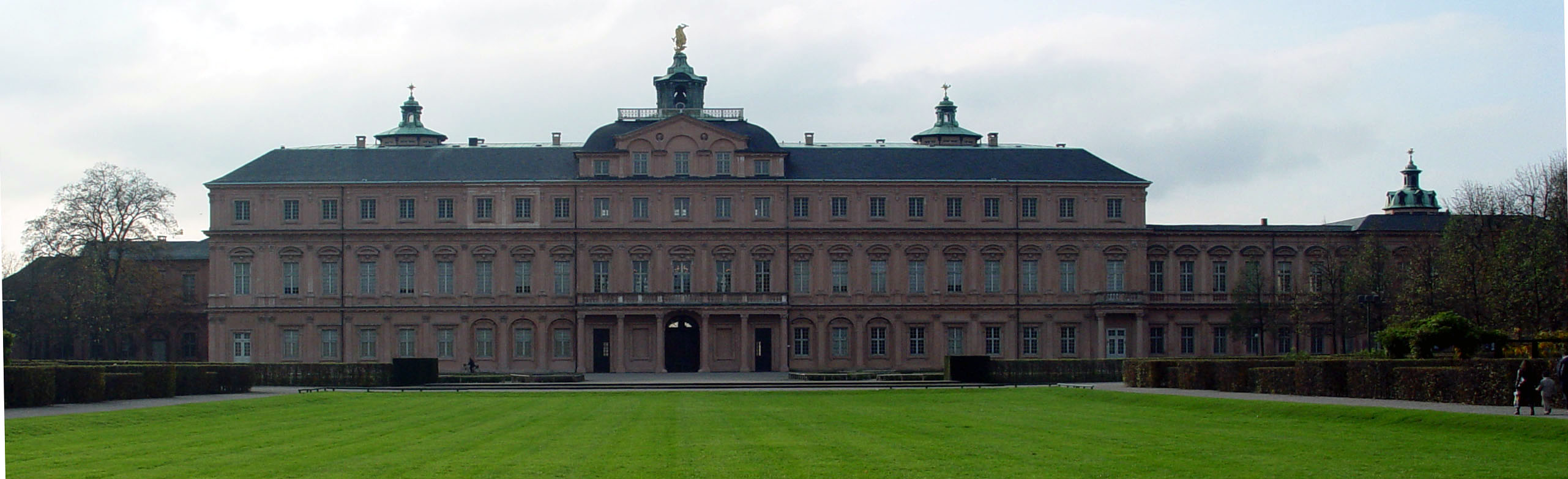
Palacio de Rastatt

| Predecesor: Luis Jorge I Baden-Baden | Margrave de Baden-Baden 1761-1771 | Sucesor: Carlos Federico I de Baden como Margrave de Baden |